# Pogrom d'Istanbul
Ne doit pas être confondu avec Massacre de Constantinople (1821).
Le pogrom d'Istanbul, aussi connu sous le nom d'émeutes d'Istanbul ou de pogrom de Constantinople (en grec moderne : Σεπτεμβριανά, « événements de septembre » ; en turc : 6–7 Eylül Olayları, « événements du 6–7 septembre ») est un pogrom principalement dirigé contre la minorité grecque d'Istanbul ayant eu lieu les 6 et 7 septembre 1955.
Les émeutes sont orchestrées par la « contre-guérilla » chapeautée par l'armée turque. Elles ont lieu après la diffusion de la nouvelle de l'explosion d'une bombe, la veille, dans le consulat turc de Thessalonique, lieu de naissance de Mustafa Kemal Atatürk. L'enquête révèle très vite que cet attentat a été réalisé par un Turc dans le cadre d'une opération montée de toutes pièces sous fausse bannière : de l’aveu même du général de corps d’armée Fatih Güllapoğlu, c’est le « département de guerre spéciale » (Özel Harp Dairesi, une cellule stay-behind) qui planifia cet attentat, impliquant par ailleurs deux attachés du consulat turc arrêtés en flagrant délit par la police grecque. Mais la presse turque n'informe pas le public de cette conclusion.
Des émeutiers en colère, la plupart acheminés par avance en camion dans la ville, prennent d'assaut le quartier grec d'Istanbul pendant neuf heures. Bien qu'ils n'appellent pas explicitement au meurtre de leurs victimes, plus d'une douzaine de personnes décèdent pendant ou après le pogrom, à la suite des bastonnades et des incendies volontaires. Les communautés juives et arméniennes sont elles aussi victimes d'exactions.
Le pogrom accélère le départ des Grecs d'Istanbul : la communauté passe de 135 000 membres avant l'attaque à 7 000 en 1978 et 2 500 en 2006. Selon certains analystes, cet événement s'inscrit dans le processus de nettoyage ethnique commencé durant le déclin de l'Empire ottoman plus que dans le cadre d'un conflit bilatéral entre deux États,,. Cette fois ce n'est pas, comme dans la période 1912-1922, l'intégrité de la Turquie qui est en jeu, mais la question foncière : à l'époque des faits, environ 40 % des biens fonciers stambouliotes appartiennent aux minorités.

## Préparation
Le procès tenu en 1961 à Yassıada contre Adnan Menderes, le Premier ministre au moment des faits, et Fatin Rüştü Zorlu, ministre des Affaires étrangères, permet de reconstituer à grands traits la planification du pogrom.
Les structures du Parti démocrate au pouvoir ainsi que les syndicats d'Istanbul contrôlés par le parti sont mis à contribution par les autorités. Selon l'avocat de Zorlu lors du procès, 300 000 émeutiers sont stationnés dans un rayon de 60 km autour de la métropole turque avant le pogrom.
Le procès permet aussi de mettre en lumière les détails de l'attentat contre le consulat de Thessalonique. Ainsi, le fusible employé pour confectionner l'engin explosif est envoyé de Turquie le 3 septembre 1955. La mission de faire exploser la bombe est confiée à un membre des services de renseignements turcs nommé Oktay Engin, natif de Komotini, en Grèce. Oktay est le fils de Faik Engin, un parlementaire connu des années 1940. Il est le premier étudiant turc à faire ses études dans un gymnasium grec. Les autorités turques l'encouragent à étudier le droit, de manière qu'il puisse défendre les intérêts de la minorité turque en Grèce et lui offrent une bourse. Il entre donc à l'université Aristote de Thessalonique en 1953. Il est chargé de placer les explosifs, deux bâtons de gélignite dans les jardins du consulat,,.
Dans un livre paru en 2005, Spiros Vryonis donne des détails sur l'implication du parti au pouvoir et les syndicats contrôlés par le gouvernement qui sont mis à contribution pour amasser les émeutiers autour d'Istanbul. Dix des dix-huit branches stambouliotes de l'association « Chypre est turque » sont des responsables du Parti démocrate. Cette association joue un rôle crucial pour fomenter des attentats contre les Grecs. La plupart des émeutiers sont originaires d'Anatolie occidentale et, dans son étude de cas sur Eskişehir, l'auteur montre comment le parti recrute là 400 à 500 ouvriers travaillant dans des usines locales et auxquels sont distribués des billets de train de troisième classe afin qu'ils se rendent à Istanbul. On leur promet alors l'équivalent de 6 dollars US qui ne sont jamais payés. Ils sont accompagnés de policiers d'Eskişehir et de dirigeants locaux du parti chargés de coordonner les destructions et pillages, une fois la masse des travailleurs scindée en groupes de 20 à 30 hommes,.
Alors que le Parti démocrate a officiellement reconnu sa responsabilité dans les événements, il est révélé dans les années 2000 que le pogrom a été décidé par le groupe tactique de mobilisation de Turquie, une unité clandestine des forces spéciales du pays,. Le général quatre étoiles Sabri Yirmibeşoğlu, main droite du général Kemal Yamak dirigeant l'antenne turque du réseau stay-behind, rappelle son implication dans le pogrom, la décrivant comme une « magnifique organisation »,.

## Exécution

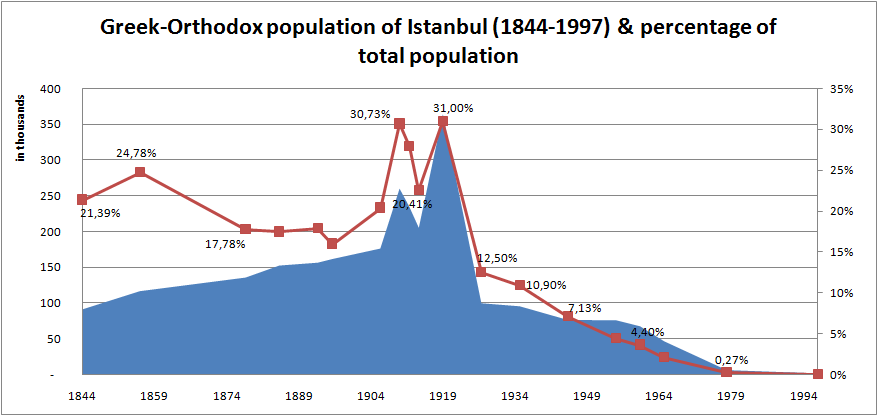
Population grecque d'Istanbul en valeur absolue et pourcentage de 1844 à 1997.

Des camions du gouvernement et de la municipalité sont placés en plusieurs points stratégiques autour de la ville afin de procéder à la distribution d'outils (pioches, pelles, pinces-monseigneur, bâtons et essence) devant servir à la destruction des biens des minorités. 3 000 taxis du syndicat Şoförler Cemiyeti ve Motorlu Taşıt İşçileri Sendikası sont réquisitionnés pour transporter les émeutiers. De plus, des drapeaux confectionnés par le syndicat des ouvriers du textile (turc : Tekstil İşçileri Sendikası) sont distribués.
Une manifestation en protestation aux événements de Chypre et à l'attentat de Thessalonique est organisée par les autorités dans la nuit du 6 septembre. Le rassemblement sert de couverture pour regrouper les émeutiers. À 13 h, la nouvelle de l'explosion en Grèce est annoncée à la radio. Néanmoins, rares sont ceux qui, à cette époque, possèdent un transistor et la masse du public n'est donc informée des événements qu'à 16 h 30 lorsque le quotidien İstanbul Ekspres, contrôlé par le pouvoir, et les services de renseignement relaient la nouvelle.
Le jour du pogrom, l'éditeur du journal, Gökşin Sipahioğlu, appelle son propriétaire Mithat Perin pour lui demander la permission de publier une édition spéciale. Le temps étant mauvais, Perin refuse, pensant que le quotidien va mal se vendre. Le distributeur principal de l’İstanbul Ekspres l'appelle alors à son tour, offrant de payer à l'avance les exemplaires. Lorsque Perin part inspecter ses presses, il constate que 180 000 copies ont déjà été imprimées. Sentant là quelque chose de suspect, Perin déchire le journal et fait stopper l'édition. Cependant, le prototype reste intact et les ouvriers reprennent en secret l'édition après le départ du propriétaire, parvenant à éditer le journal à un total de 300 000 exemplaires dont 296 000 seront vendus, bien plus que le tirage à 30 000-40 000 exemplaires en moyenne du quotidien. Perin est arrêté le jour suivant. Gökşin Sipahioğlu affirmera plus tard avoir agi sous la pression des services de renseignement, Perin indiquant pour sa part que Sipahioğlu était un agent secret. L'innocence du propriétaire du journal a cependant été mise en doute à la suite du travail d'investigation du journaliste Uğur Mumcu qui a fait publier un passage d'une correspondance datant de 1962 entre Perin et le sous-secrétaire des services de renseignements, concluant que Perin a agi en connaissance de cause sans volonté d'empêcher la parution.
Le pogrom démarre à 17 h sur la place Taksim et continue jusqu'au soir, touchant surtout le quartier de Beyoğlu (Pera). Les magasins grecs sont pillés et détruits, particulièrement ceux situés le long de la rue Yüksek Kaldırım. À 18 h, de nombreuses boutiques grecques de l'avenue İstiklal, la grand'rue de Beyoğlu, sont pillées. Les marchandises des commerces vandalisés s'accumulent sur la chaussée de plusieurs rues commerçantes où les pillards les jettent.
Les exactions s'arrêtent à minuit, à la suite de l'intervention de l'armée turque et de la proclamation de la loi martiale.

### Exactions
Bien que les émeutiers aient reçu pour instructions de ne pas tuer leurs victimes, certains groupes de pogromistes vont bien plus loin que la simple intimidation. Entre 13 et 16 Grecs ainsi qu'un Arménien (dont deux clercs) meurent durant le pogrom. Trente-deux Grecs sont sévèrement blessés, de plus plusieurs dizaines de femmes grecques ainsi que des hommes sont violés,,,. Selon le témoignage de l'écrivain turc Aziz Nesin, des hommes, principalement des prêtres, subissent des circoncisions forcées et un prêtre arménien meurt des suites de l'opération. Nesin écrit :

« Un homme craignant d'être battu, lynché ou dépecé pouvait mettre en avant et tenter de prouver qu'il était à la fois turc et musulman. Dans ce cas, on lui répondait « sors-la et montre-nous ». Le pauvre baissait alors son pantalon et montrait son « islamicité » et sa « turquicité » : et quelle était la preuve ? Le fait qu'il avait été circoncis. Si l'homme était circoncis, il était sauvé. Dans le cas contraire, il était condamné. Pour avoir menti, il ne pouvait échapper à une correction. L'un de ces agressifs jeunes gens sortait ensuite un couteau et le circoncisait au milieu de la rue et du chaos. Une différence de deux ou trois centimètres ne justifie pas une telle insurrection. Cette nuit-là, de nombreux hommes criant et hurlant furent cruellement islamisés de force au couteau. Parmi ceux qui furent circoncis se trouvait aussi un prêtre. »

### Dégâts matériels
4 348 magasins grecs, 110 hôtels, 27 pharmacies, 23 écoles, 21 usines, 73 églises principalement grecques-orthodoxes, 2 monastères, une synagogue, un millier de maisons appartenant à des Grecs sont soit détruits, soit sévèrement endommagés,,. Selon les estimations du consulat américain, 59 % des commerces détruits appartiennent à des membres de la communauté grecque, 17 % aux Arméniens, 12 % aux Juifs et 10 % à des musulmans. Selon la même source, 80 % des maisons détruites ont des propriétaires grecs, le reste se répartit entre 9 % pour les Arméniens, 3 % pour les Juifs et 5 % pour les musulmans. En tout, 90 % des biens du Patriarcat œcuménique de Constantinople sont touchés. L'église grecque de la « Panagia » (en grec Παναγία) à Belgradkapı (en) (Notre-Dame de Belgrade), datant de la période byzantine, est vandalisée et incendiée. L'église de Yedikule ainsi que celle de Saint-Constantin-de-Psammathos sont gravement endommagées. Dans l'église Sainte-Marie-de-la-Source (en grec Ζωοδόχος Πηγή (Zoodochos Pigi)) à Balikli (en), les tombes de plusieurs patriarches de Constantinople sont profanées et gravement endommagées.

## Représentation dans la fiction
Dans sa deuxième partie, diffusée en 2022, la série télévisée The Club met en scène ces évènements, en focalisant le regard sur le quartier où se déroule l'intrigue de la série (dans le quartier de Pera et à proximité immédiate du Club). La préparation en amont du pogrom, sa mise en place et son exécution sont alors recréés et entrecoupés de photographies d’archives.